# Сюрбей-Токаєво
Сюрбе́й-Тока́єво (рос. Сюрбей-Токаево, чув. Хырхӗрри) — присілок у складі Комсомольського району Чувашії, Росія. Адміністративний центр Сюрбей-Токаєвського сільського поселення.
Населення — 120 осіб (2010; 137 у 2002).
Національний склад:
- чуваші — 71 %
- росіяни — 28 %